# Sellnickochthonius jacoti
Sellnickochthonius jacoti är en kvalsterart som först beskrevs av Evans 1952.  Sellnickochthonius jacoti ingår i släktet Sellnickochthonius och familjen Brachychthoniidae. Inga underarter finns listade i Catalogue of Life.